# Aphelinus subflavescens
Aphelinus subflavescens is een vliesvleugelig insect uit de familie Aphelinidae. De wetenschappelijke naam is voor het eerst geldig gepubliceerd in 1837 door Westwood.